# YOLO

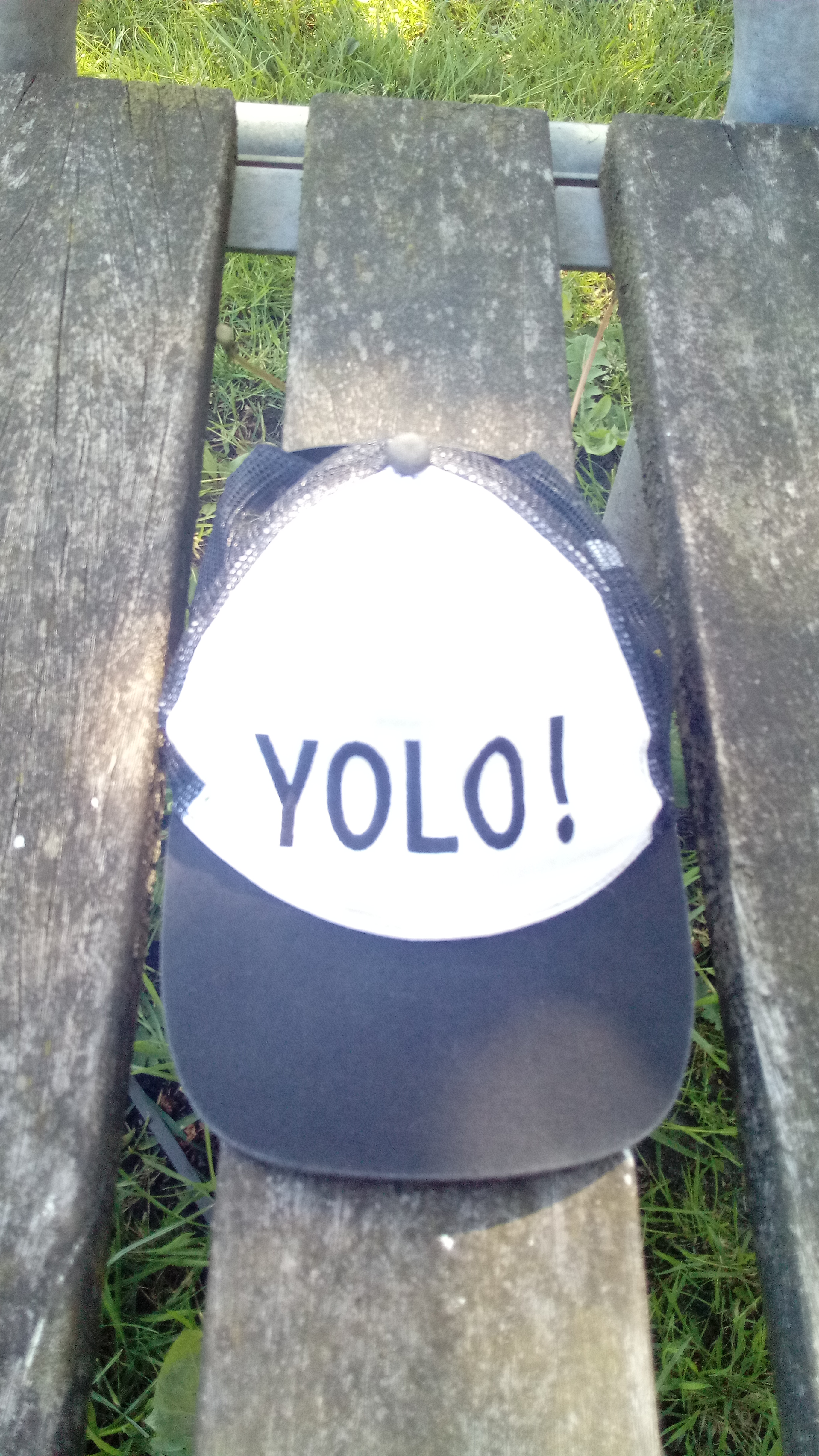
Dòng chữ YOLO trên mũ lưỡi trai

YOLO là một cụm từ cách ngôn viết tắt của "You Only Live Once" (bạn chỉ sống một lần). Nó đã trở thành một thuật ngữ tiếng lóng phổ biến trên internet vào năm 2012. Năm 2012, cụm từ này là chủ đề của nghệ thuật tranh phun sơn (Graffiti), những hashtag trên Twitter, trò chơi khăm, xăm mình, âm nhạc, chương trình truyền hình và hàng hóa. Yolo bắt nguồn từ bài hát "The Motto" do rapper người Canada có tên là Drake thể hiện vào năm 2011 với thông điệp hãy sống hết mình vì mỗi người chỉ có một lần được sinh ra và một cuộc đời để sống, nên Yolo truyền cảm hứng và động lực để mỗi người hãy sống một cuộc đời ý nghĩa.

## Văn hóa
Adam Mesh, thí sinh của chương trình truyền hình thực tế Average Joe đã sản xuất và bán một dòng quần áo và phụ kiện mang nhãn hiệu YOLO vào đầu những năm 2000. Từ viết tắt được phổ biến từ rapper người Canada Drake, người đã lên kế hoạch phát hành một bản mixtape vào năm 2011 có tựa đề YOLO cùng với rapper người Mỹ Rick Ross. Để quảng cáo cho mixtape này, "YOLO" đã được nhắc đến một cách nổi bật trên một số bài hát của họ chẳng hạn như "The Motto", phát hành vào ngày 29 tháng 11 năm 2011 với mục đích quảng cáo cho cuốn băng đã làm cụm từ này trở nên nổi bật và được sử dụng thông tục. Tạp chí Hip-hop Da South đưa tin rằng rapper Lecrae đã giải cấu trúc cụm từ "YOLO" trong bài hát năm 2012 của anh ấy là "No Regrets". Trong đoạn độc thoại mở đầu của Saturday Night Live vào ngày 19 tháng 1 năm 2014, Drake đã xin lỗi về việc áp dụng cụm từ này trong văn hóa đại chúng.

## Lối sống
Ở Việt Nam, Một bộ phận người trẻ lại hiểu sai thông điệp này nên để bản thân chạy theo ý thích cá nhân, tiêu xài phung phí. Một bộ phận người trẻ có lương tháng gấp nhiều lần thu nhập trung bình của người lao động Việt Nam nhưng không bao giờ có tiết kiệm và lối sống này được người trẻ gọi là "Yolo" viết tắt của cụm từ "you only live once" (bạn chỉ sống một lần trong đời). Nhận thức quan điểm "ai cũng chỉ có một đời để sống" (Yolo), nhiều người có thu nhập cao nhưng chi tiêu tối đa cho nhu cầu cá nhân nên thường xuyên lâm cảnh nợ nần, đây là mang hội chứng FOMO (sợ bỏ lỡ) nên thu nhập hàng tháng được dành cho các cuộc vui với bạn bè, mỹ phẩm, túi xách, quần áo và du lịch nên không có tiền tiết kiệm. Quan niệm rằng chúng ta chỉ có một cuộc đời tại sao phải sống tằn tiện, phí hoài tuổi trẻ nên nhiều tháng có nhiều người tiêu gấp đôi lương nhưng thiếu lại đi vay tiêu dùng. Việc ưu tiên chi tiêu dùng ở hiện tại có thể giúp người trẻ cảm thấy tự tin, yêu đời trong ngắn hạn, nhưng hệ lụy rõ ràng nhất là thiếu an toàn về tài chính, không có các khoản dự phòng, không tiết kiệm và đầu tư, hoặc không thể hỗ trợ người thân lúc cần thiết, nhiều người có thu nhập cao vẫn có thể rơi vào vòng xoáy nợ nần.